# Mistrzostwa Europy w Lekkoatletyce 1946 – bieg na 10 000 m mężczyzn
Bieg na dystansie 10 000 metrów mężczyzn był jedną z konkurencji rozgrywanych podczas III Mistrzostw Europy w Oslo. Bieg został rozegrany w czwartek, 22 sierpnia 1946 roku. Zwycięzcą tej konkurencji został rekordzista świata, Fin Viljo Heino. W rywalizacji wzięło udział dziesięciu zawodników z siedmiu reprezentacji.

## Rekordy
| Rekord świata     | Viljo Heino (FIN)     | 29:35,4 | Turku, Finlandia | 30.09.1945 |
| Rekord Europy     | Viljo Heino (FIN)     | 29:35,4 | Turku, Finlandia | 30.09.1945 |
| Rekord mistrzostw | Ilmari Salminen (FIN) | 30:52,0 | Paryż, Francja   | 05.09.1938 |

## Wyniki
| Miejsce | Zawodnik            | Czas       |
| ------- | ------------------- | ---------- |
| 1       | Viljo Heino         | 29:52,0 CR |
| 2       | Helge Perälä        | 30:31,4    |
| 3       | András Csaplár      | 30:35,2    |
| 4       | Sven Rapp           | 30:49,2    |
| 5       | Fieodosij Wanin     | 30:56,2    |
| 6       | Charles Heirendt    | 31:08,2    |
| 7       | Thorvald Wilhelmsen | 31:20,8    |
| 8       | Martin Stokken      | 32:56,0    |
| –       | Giuseppe Beviacqua  | DNF        |
| –       | Thore Tillman       | DNF        |